# Líbánkové volby
Tzv. Líbánkové volby (honeymoon election) jsou jakékoliv nesouběžné volby druhého řádu, které nastanou do jednoho roku od voleb prvního řádu (prezidentské či parlamentní volby). V tomto období jsou voliči stále nadšeni z vítěze, projevují mu stále značnou podporu, a proto nazýváme volby v tomto období líbánkové, což popisuje vztah mezi voliči a vítězem voleb.

## Volby druhého řádu
Líbánkové volby jsou volbami tzv. druhého řádu, volby, které jsou de facto pro voliče méně důležité než volby řádu prvního. Volby prvního a druhé řádu vycházejí z Teorie voleb prvního a druhého řádu od Karlheinze Reifa a Hermanna Schmitta , která vznikla v roce 1980 v souvislosti s historicky prvními volbami do Evropského parlamentu.
Hlavními charakteristikami voleb druhého řádu je nižší volební účast než ve volbách předchozích (volby prvního řádu), vyšší podpora pro nové a malé politické strany a hnutí, pokles volební podpory pro vládní strany, větší podpora voličů známým osobnostem na kandidátních listinách. Důležitým aspektem voleb druhého řádu jsou volební cykly, z nichž je jeden tzv. období líbánek (honeymoon), v němž probíhají líbánkové volby. Dalšími cykly jsou střední období (mid-term) a pozdní období (later-term).

### Volební cykly voleb druhého řádu
- Období líbánek (honeymoon) je období, ve kterém jsou organizovány volby druhého řádu do 12 měsíců od voleb prvního řádu. Politické strany nebo jejich zástupci, kteří uspěli ve volbách prvního řádu, v období líbánek voleb druhého řádu získávají stejný nebo vyšší podíl hlasů.
- Střední období (mid-term) je období, ve kterém jsou organizovány volby druhého řádu mezi 13. až 36. měsíci po volbách prvního řádu, respektive se nekonají během prvního roku po volbách druhého řádu a během roku před dalšími volbami prvního řádu. Politické strany nebo jejich zástupci, kteří uspěli ve volbách prvního řádu, ve středním období voleb druhého řádu výrazně ztrácejí hlasy voličů.
- Pozdní období (later-term) je období, ve kterém preference politických stran nebo jejich zástupců, kteří uspěli ve volbách prvního řádu, mají opět vzrůstající tendence.[5]

## Líbánkové volby po prezidentských volbách
Jedná se o volby probíhající v zemi, kde prezidentské volby jsou volbami prvního řádu, tedy důležitější než volby do národního parlamentu, v tomto případě volby druhého řádu. Vyskytují se tedy zejména v prezidentských režimech. Jakékoli volby, které nastanou do jednoho roku od prezidentovy inaugurace, se definují jako líbánkové volby. Tyto volby bývají zvláště výhodné volebně pro stranu nově zvoleného prezidenta, jelikož samotný prezident získal na popularitě a panuje povolební euforie trvající zhruba první rok po volbách. Některé režimy, zahrnující především premiérsko prezidentský režim, umožňují, aby tyto volby vypsal prezident.

### Chile
Prezidentské volby v Chile se před příchodem roku 1973 konaly každých šest let. Volby do parlamentu se konaly každé čtyři roky. Komunální volby probíhaly v samostatném cyklu, původně jednou za tři roky, později ve čtyřletých intervalech. Nikdy neproběhly volby do dvou nebo více úřadů současně.
Ve většině obdobích prezidentských mandátů proběhly líbánkové volby, ale ne vždy se jednalo o líbánkové volby do parlamentu. Některé byly volbami do městských rad (komunální volby).
O líbánkových volbách můžeme hovořit např. v případě parlamentních voleb v roce 1965, které se konaly v líbánkovém období po prezidentských volbách 1964, ve kterých vyhrál Eduardo Frei s 56,6 %. V těchto parlamentních volbách získala jeho křesťansko-demokratická strana (Partido Demócrata Cristiano) významně větší podíl hlasů oproti předchozím parlamentním volbám.
Dalším příkladem líbánkových voleb mohou být komunální volby v roce 1971, které se konaly v líbánkovém období po prezidentských volbách 1970, ve kterých kvůli ústavě nemohl kandidovat Eduardo Frei a vítězem se stal Salvador Allende s 36,6 %. Přestože druhý ve volbách skončil pravicový Jorge Alessandri s 35,2 %, v těchto komunálních volbách zažili Allendeovi levicoví stoupenci líbánkový vzestup na téměř polovinu hlasů.

### Venezuela
Od roku 1958 do roku 1973 venezuelské komunální volby, stejně jako parlamentní volby, byly organizovány souběžně s prezidentskými volbami. Avšak v následných volebních obdobích se komunální volby konaly v prezidentském líbánkovém období.
V prezidentských volbách v roce 1978 zvítězila křesťansko-demokratická strana (Comité de Organización Política Electoral Independiente) s 45,3 % hlasů, v souběžných parlamentních volbách 38,6 %. V následujících líbánkových komunálních volbách získala 49,1 % hlasů. Tento svůj podíl získala na úkor demokratů a socialistů z předchozích voleb.
V následujících prezidentských volbách v roce 1983 získala vítězství sociálnědemokratická strana (Acción Democrática) s 55,3 % hlasů, v souběžných parlamentních volbách 50 %. V následujících líbánkových komunálních volbách získala 52,6 % hlasů, kdy si udržela nadpoloviční počet hlasů.

### Francie
Ve francouzském poloprezidentském režimu v prezidentských volbách v roce 1981 zvítězil François Mitterrand. V prvním kole voleb získal 25,9 % hlasů, v druhém kole vyhrál s 51,8 %. V nadcházejících líbánkových parlamentních volbách získaly jeho podporovatelé, socialisté a komunisté, dohromady 53,7 % hlasů.
V dalších prezidentských volbách v roce 1988 obhájil François Mitterrand prezidentský post. V prvním kole voleb získal 34,1 % hlasů, v druhém kole vyhrál s 54 %. V nadcházejících líbánkových parlamentních volbách získali jeho podporovatelé, tentokrát pouze socialisté, 37,5 %.

## Líbánkové volby po volbách do národního parlamentu
Tyto volby probíhají v zemi, kde volby do národního parlamentu jsou volbami prvního řádu, jsou tedy populárnější než kterékoliv jiné volby. Jedná se o volby, které nastanou do jednoho roku po volbách do národního parlamentu, v tomto případě volbami druhého řádu jsou např. volby komunální, volby do senátu nebo volby do Evropského parlamentu. Tyto volby bývají zvláště výhodné volebně pro stranu, jež zvítězila v předchozích volbách do národního parlamentu. Výherní strana získává zpravidla stejný či vyšší podíl hlasů oproti předchozím volbám.

### Volby do Evropského parlamentu 2009

#### Rumunsko
V národních volbách konaných ke konci roku 2008 získala koalice sociálních demokratů (Partidul Social Democrat) a konzervativců (Partidul Conservator) 33,1 % hlasů. V nadcházejících líbánkových volbách do Evropského parlamentu o půl roku později získala tato koalice 31,1 %. Relativně nízkou ztrátu vládních stran je možno připisovat skutečnosti, že se jedná o koalici dvou největších politických stran a samozřejmě také nízké volební účasti.

#### Litva a Slovinsko
Co se týče případů Litvy a Slovinska, evropské volby nepotvrdily líbánkový efekt, protože vládní strany výrazně ztrácely podporu. V Litvě největší pád pozorujeme u Strany národní obnovy (TPP),
která vznikla v roce 2008, ale ve volbách do EP zcela propadla, podobně jako Liberální unie středu (LiCS). Nejvýraznější odklon od předpokladu teorie voleb druhého řádu s ohledem na „líbánky“ pozorujeme ve Slovinsku, kde Sociální demokraté (SD) v národních volbách v roce 2008 získali 30,4 % hlasů, v eurovolbách o půl roku později ale pouze 18,4 %.

## Protilíbánkové volby (counterhoneymoon election)
Volby, které se konají během posledního roku před prezidentskými volbami, se označují jako protilíbánkové. Tento druh voleb může stranám sloužit jako ukazatel volebních trendů ve společnosti, kterých pak mohou strany před prezidentskou volbou využít k předvolebním vyjednáváním o případných koalicích. Sami autoři tohoto pojmu (Shugart a Carey) přiznávají, že v případě tohoto konkrétního načasování voleb neexistuje dostatek empirických dat k jasnému generalizování očekávaných výsledků, jako to je možné u líbánkových voleb. Ovšem vzhledem k tomu, že tyto volby se konají de facto těšně před prezidentskými volbami, mohou fungovat jako „primárky“ pro nadcházející volby prezidentské. To znamená, že v takto načasovaných parlamentních volbách se dokonce mohou vytvářet dva velké stranické bloky takřka kopírující následné uspořádání v případě volby prezidenta.

### Kolumbie
Prezidentské a parlamentní volby se konají v Kolumbii ve stejný rok. Ovšem nejedná se o souběžný volební cyklus, parlamentní volby jsou vždy o něco dříve v tomtéž roce nežli volby prezidentské, a to konkrétně o dva měsíce. Takové časové rozvržení voleb lze zařadit do kategorie protilíbánkových voleb.